# Морган Фарм (Тексас)
Морган Фарм (енгл. Morgan Farm) насељено је место без административног статуса у америчкој савезној држави Тексас.

## Демографија
По попису из 2010. године број становника је 463.
| Група             | 2000.    | 2010.       |
| Белци             | 0 (0,0%) | 124 (26,8%) |
| Афроамериканци    | 0 (0,0%) | 13 (2,8%)   |
| Азијати           | 0 (0,0%) | 1 (0,2%)    |
| Хиспаноамериканци | 0 (0,0%) | 331 (71,5%) |
| Укупно            | 0        | 463         |